# Jiří Mitáček
Jiří Mitáček (ur. 26 lipca 1975 w Uherskim Hradišciu) – czeski historyk, pracownik muzeum (Moravské zemské muzeum) w Brnie.

## Publikacje
- Ziemovit Tesínsky: Generální prevor rádu Johanitu a slezsky kníze, w: Sborník prací Filozofické Fakulty Brnenské Univerzity C, t. 46 (1999)
- Príspevek k dejinám johanitské komendy a špitálu v Brne, w: Brno v minulosti a dnes, t. 16 (2002)
- Rád sv. Jana Jeruzalémského na Morave za vlády Lucemburku, w: Vývoj církevní správy na Morave (2003)
- Ceští johanité 1367–1397 – správci a diplomaté, w: Casopis Národního muzea v Praze. Rada historická, t. 174 (2005)